# Make Love, Not Warcraft
Make Love, Not Warcraft är det åttonde avsnittet i den tionde säsongen av den amerikanska animerade tv-serien South Park. Avsnittet sändes på Comedy Central den 4 oktober 2006 och blev hyllat av både kritiker och fans. Avsnittets titel är en referens till sloganen "Make love, not war". Avsnittet handlar om Cartman, Kyle, Stan och Kenny som spelar det populära online-spelet World of Warcraft. När en hög-nivåspelare, en "griefer", börjar döda andra spelare, bestämmer sig killarna för att spela spelet dygnet runt för att stoppa honom.

## Handling
I World of Warcraft blir Cartman, Kyle, Stan och Kenny regelbundet dödade av en griefer, en spelare som stör andra. Trots att Stan's pappa Randy blir intresserad av spelet, dödas även hans karaktär av griefen. Blizzard Entertainment, spelets skapare, kan inte ta bort den överlägsna spelaren, då hans nivå är så hög att den blockerar deras försök. Cartman övertygar de andra att spela i flera månader och samla på sig erfarenhetspoäng genom att döda lågnivådjur. Efter att ha blivit morbidt feta och slappa, får killarna så mycket erfarenhetspoäng att Blizzard tar märker dem och ger dem ett mäktigt svärd, The Sword of a Thousand Truths, för att slå griefern. Efter en lång och intensiv kamp, där griefern till slut besegras, återgår killarna till att spela spelet på det sätt de hade tänkt från början.

## Mottagande
Avsnittet fick stor uppskattning och IGN gav det betyget 9,3/10. Det ansågs vara ett av de roligaste avsnitten av serien och hyllades för sin satir om nörd-kultur och användningen av machinima, en teknik som används för att skapa animationer i spel. Make Love, Not Warcraft vann även en Primetime Emmy Award för bästa animerade program (för program som är kortare än en timme) 2007 och blev det första machinima-avsnittet att vinna en Emmy.